# Ђанлука Базиле
Ђанлука Базиле (Руво ди Пуља, 24. јануар 1975) је бивши италијански кошаркаш. Играо је на позицијама плејмејкера и бека.

## Биографија
Каријеру је почео у екипи Ређане одакле 1999. одлази у Фортитудо. Са њима проводи наредних шест сезона, у којима два пута осваја Серију А. Од 2005. до 2011. је наступао за Барселону са којом је освојио Евролигу 2009/10, два пута АЦБ лигу и по три пута шпански куп и суперкуп. Од 2011. поново наступа у Италији - прво за Канту, затим Милано а од 2013. за Орландину.
Са репрезентацијом Италије је освојио Европско првенство 1999. Такође има сребрну медаљу са Олимпијских игара 2004. и бронзану медаљу са Европског првенства 2003.

## Успеси

### Клупски
- Фортитудо Болоња:
  - Првенство Италије (2): 1999/00, 2004/05.

- Барселона:
  - Евролига (1): 2009/10.
  - Првенство Шпаније (2): 2008/09, 2010/11.
  - Куп Шпаније (3): 2007, 2010, 2011.
  - Суперкуп Шпаније (3): 2009, 2010.

### Појединачни
- Најкориснији играч Првенства Италије (1): 2003/04.
- Најкориснији играч финала Првенства Италије (1): 2004/05.

### Репрезентативни
- Медитеранске игре:  1997.
- Европско првенство:  1999,  2003.
- Олимпијске игре:  2004.